# Pa$to
Pa$to è un singolo del rapper statunitense Lil Tjay, pubblicato il 24 dicembre 2018.

## Tracce
1. Pa$to – 3:54